# Cités de Caractère de Bourgogne-Franche-Comté
Ne doit pas être confondu avec Petites Cités de Caractère de France ou Villages et cités de caractère.
Cités de Caractère de Bourgogne-Franche-Comté est une association française loi de 1901 créée en 1989. Elle délivre le label touristique éponyme à des communes de moins de 10 000 habitants habitants situées dans l'espace rural. À la suite de l'assemblée générale du 24 mai 2025, le nombre de communes bénéficiant de ce label s'élève à 64.

## Historique
L'association est née en 1989 par la volonté du sénateur de Haute-Saône Bernard Joly, sous l'appellation Petites Cités Comtoises de Caractère, en s'inspirant du modèle breton des Petites Cités de caractère créé en 1976. L'association est déclarée à la préfecture le 22 février 1990 et parait au Journal officiel le 21 mars 1990. Les premières cités adhérentes sont Nozeroy et Pesmes. Avec la fusion des régions Bourgogne et Franche-Comté en 2016, l'association franc-comtoise décide de s'ouvrir aux communes de Bourgogne et modifie ses appellation et statuts pour devenir Cités de Caractère de Bourgogne-Franche-Comté.
Un autre label Petites cités de caractère coexiste en dehors de la Bourgogne-Franche-Comté.

## Objectifs
L'association se propose d'agir en réseau sur les actions suivantes : valorisation du patrimoine (architectural, paysager, industriel, culturel, savoir-faire) ; elle vise également à sensibiliser le public, améliorer le cadre de vie pour les habitants et offrir un accueil de caractère pour les touristes.

## Liste des communes labellisées
L'association est née en Franche-Comté en 1989 et s'est étendue sur la Bourgogne à partir de 2016 ; le nombre de communes franc-comtoises labellisées (38) est donc historiquement beaucoup plus important que le nombre de communes bourguignonnes (26). En ce qui concerne les départements, 17 communes de Haute-Saône sont labellisées, 14 communes du Doubs, 7 communes du Jura, 11 communes dans l'Yonne, 5 communes en Saône-et-Loire, 7 communes dans la Nièvre, 3 communes en Côte-d'Or, et aucune commune du Territoire de Belfort. Quatre de ces communes sont par ailleurs également adhérentes de l'association Les Plus Beaux Villages de France : Baume-les-Messieurs (Jura), Château-Chalon (Jura), Lods (Doubs) et Pesmes (Haute-Saône).
| Arc-et-Senans · Arinthod · Arlay · Baume-les-Dames · Baume-les-Messieurs · Bazoches · Belvoir · Bucey-lès-Gy · Champlitte · Chariez · Château-Chalon · Châtel-Censoir · Chevroches · Clamecy · Cléssé · Coulanges-la-Vineuse · Deux Rivières · Decizes · Druyes-les-Belles-Fontaines · Époisses · Faucogney-et-la-Mer · Faverney · Filain · Fondremand · Grand'Combe-Châteleu · Gray · Guérigny · Gy · Jougne · Jussey · Le Bizot · Lods · Lormes · Marnay · Martailly-lès-Brancion · Mézilles · Montbozon · Morteau · Mouthier-Haute-Pierre · Orgelet · Ornans · Pesmes · Pin · Pierre-de-Bresse · Poligny · Quingey · Ray-sur-Saône · Rogny-les-Sept-Écluses · Rougemont · Saint-Amand-en-Puisaye · Saint-Fargeau · Saint-Gengoux-le-National · Saint-Hippolyte · Saint-Père · Saint-Privé · Saint-Sauveur-en-Puisaye · Saint-Sauveur-en-Puisaye · Saint-Sernin-du-Bois · Salives · Sellières · Semur-en-Auxois · Vandoncourt · Vauvillers · Villersexel · Villiers-Saint-Benoît · Vuillafans |

### Côte-d'Or
| Commune         | Année de labellisation | Photo |
| --------------- | ---------------------- | ----- |
| Époisses        | 2021                   |       |
| Semur-en-Auxois | 2017                   |       |
| Salives         | 2019                   |       |

### Doubs
| Commune               | Année de labellisation | Photo |
| --------------------- | ---------------------- | ----- |
| Arc-et-Senans         | 2009                   |       |
| Belvoir               | 2015                   |       |
| Grand'Combe-Châteleu  | 2018                   |       |
| Jougne                | 2002                   |       |
| Le Bizot              | 2019                   |       |
| Lods                  | 1989                   |       |
| Mouthier-Haute-Pierre | 2009                   |       |
| Morteau               | 2013                   |       |
| Ornans                | 1989                   |       |
| Quingey               | 2007                   |       |
| Rougemont             | 1989                   |       |
| Saint-Hippolyte       | 1992                   |       |
| Vandoncourt           | 2007                   |       |
| Vuillafans            | 2002                   |       |

### Jura
| Commune             | Année de labellisation | Photo |
| ------------------- | ---------------------- | ----- |
| Arinthod            | 2016                   |       |
| Arlay               | 2012                   |       |
| Baume-les-Messieurs | 1989                   |       |
| Château-Chalon      | 1989                   |       |
| Orgelet             | 1992                   |       |
| Poligny             | 1989                   |       |
| Sellières           | 1990                   |       |

### Haute-Saône
| Commune             | Année de labellisation | Photo |
| ------------------- | ---------------------- | ----- |
| Bucey-lès-Gy        | 1989                   |       |
| Champlitte          | 1989                   |       |
| Chariez             | 2014                   |       |
| Gy                  | 1989                   |       |
| Gray                | 2016                   |       |
| Faucogney-et-la-Mer | 2010                   |       |
| Faverney            | 1990                   |       |
| Filain              | 2022                   |       |
| Fondremand          | 1992                   |       |
| Jussey              | 2009                   |       |
| Marnay              | 1989                   |       |
| Montbozon           | 2015                   |       |
| Pesmes              | 1989                   |       |
| Pin                 | 2023                   |       |
| Ray-sur-Saône       | 1992                   |       |
| Vauvillers          | 2002                   |       |
| Villersexel         | 2002                   |       |

### Saône-et-Loire
| Commune                   | Année de labellisation | Photo |
| ------------------------- | ---------------------- | ----- |
| Cléssé                    | 2019                   |       |
| Martailly-lès-Brancion    | 2017                   |       |
| Pierre-de-Bresse          | 2017                   |       |
| Saint-Gengoux-le-National | 2017                   |       |
| Saint-Sernin-du-Bois      | 2019                   |       |

### Nièvre
| Commune                | Année de labellisation | Photo |
| ---------------------- | ---------------------- | ----- |
| Bazoches               | 2022                   |       |
| Chevroches             | 2022                   |       |
| Decize                 | 2019                   |       |
| Guérigny               | 2021                   |       |
| Lormes                 | 2022                   |       |
| Saint-Amand-en-Puisaye | 2019                   |       |
| Varzy                  | 2024                   |       |

### Yonne
| Commune                     | Année de labellisation | Photo |
| --------------------------- | ---------------------- | ----- |
| Châtel-Censoir              | 2022                   |       |
| Coulanges-la-Vineuse        | 2021                   |       |
| Deux Rivières               | 2021                   |       |
| Druyes-les-Belles-Fontaines | 2016                   |       |
| Mézilles                    | 2019                   |       |
| Rogny-les-Sept-Écluses      | 2019                   |       |
| Saint-Fargeau               | 2019                   |       |
| Saint-Père                  | 2019                   |       |
| Saint-Privé                 | 2018                   |       |
| Saint-Sauveur-en-Puisaye    | 2016                   |       |
| Villiers-Saint-Benoît       | 2018                   |       |